# آاگ ان.۱
آاگ ان.۱ (به انگلیسی: AEG N.I) یک هواگرد ساختِ کارخانهٔ آاگ در کشور آلمان است. نخستین استفاده‌کنندهٔ این هواپیما لوفت‌اشترایت‌کرفته بوده‌است.